# 迭戈·克萊特霍夫
迭戈·克萊特霍夫（Diego Klattenhoff，1979年11月30日—）是加拿大的一位演員。他最著名的作品是在Showtime電視劇國土安全中飾演Mike Faber角色。他出生在加拿大新斯科舍省。